# Accent.Jobs-Willems Veranda's/2012
Deze pagina geeft een overzicht van de Accent.Jobs-Willems Veranda's wielerploeg in 2012. Het team kwam uit op het procontinentale niveau.

## Algemeen
- Sponsors: Accent.Jobs, Willems Veranda's
- Algemeen manager: Wim Vanhaelemeesch
- Sportief manager: Jean-François Bourlart
- Marketingmanager: Thierry Eeckman
- Ploegleiders: Lucien Van Impe, Thierry Marichal, Jean-Marc Rossignon
- Fietsmerk: Zannata

## Renners
| Naam                | Geboortedatum | Nationaliteit | Ploeg 2011                       |
| ------------------- | ------------- | ------------- | -------------------------------- |
| Steven Caethoven    | 09-05-1981    | België        |                                  |
| Andy Cappelle       | 30-04-1979    | België        | Quick Step                       |
| Oleg Chuzhda        | 08-05-1985    | Oekraïne      | Caja Rural                       |
| Wim De Vocht        | 19-04-1982    | België        |                                  |
| Sjef De Wilde       | 03-05-1981    | België        |                                  |
| Thomas Degand       | 13-05-1986    | België        |                                  |
| Stefan van Dijk     | 22-01-1976    | Nederland     |                                  |
| Jempy Drucker       | 13-09-1986    | Luxemburg     |                                  |
| Jérôme Gilbert      | 22-01-1984    | België        | Neo                              |
| Rob Goris*          | 15-03-1982    | België        |                                  |
| Arnoud van Groen    | 11-12-1983    | Nederland     |                                  |
| Gregory Habeaux     | 20-10-1982    | België        |                                  |
| Leif Hoste          | 17-07-1977    | België        | Katjoesja                        |
| Kevyn Ista          | 25-11-1984    | België        | Cofidis                          |
| Staf Scheirlinckx   | 12-03-1979    | België        |                                  |
| Jurgen Van Goolen   | 28-11-1980    | België        |                                  |
| Kevin Van Melsen    | 01-04-1987    | België        |                                  |
| James Vanlandschoot | 26-08-1978    | België        |                                  |
| Evert Verbist       | 27-06-1984    | België        |                                  |
| Stagiairs           |               |               |                                  |
| Tim De Troyer       | 11-08-1990    | België        | Ovyta-Eijssen-Acrog Cycling Team |
| Timothy Stevens     | 26-03-1989    | België        | Ovyta-Eijssen-Acrog Cycling Team |
| Benjamin Verraes    | 21-02-1987    | België        | Bofrost-Steria                   |

* Rob Goris overleed in de nacht van 4 op 5 juli aan een hartstilstand.

## Belangrijke overwinningen
Driedaagse van De Panne-Koksijde
Rushesklassement: Andy Cappelle
GP Jef Scherens
Winnaar: Steven Caethoven
2008 · 2009 · 2010 · 2011 · 2012 · 2013 · 2014 · 2015 · 2016 · 2017 · 2018 · 2019 · 2020 · 2021 · 2022 · 2023 · 2024 · 2025